# Eugenio Baena Calvo
Eugenio Baena Calvo (Cartagena de Indias, 28 de septiembre de 1953-Cartagena de Indias, 8 de agosto de 2025) fue periodista y comentarista deportivo colombiano, padre de la patinadora La Cechi Baena.

## Biografía
Nació en Cartagena de Indias, desde su adolescencia se destacó por jugar fútbol en campeonatos locales. Estudió derecho pero nunca lo ejerció.
Su carrera periodística empezó a comentar béisbol y boxeo en Radio Fuentes con Napoleón Perea Castro, colaboró en el programa matinal radial Buenos días con Melanio Porto en los años 1980. Laboró en Todelar Radio comentando béisbol, fútbol, boxeo y patinaje de velocidad donde comentó las competiciones de su hija Cecilia Baena.
Comentó los Juegos Olímpicos, Panamericanos, Centroamericanos y el Caribe, Bolivarianos y Nacionales donde acompañaba a los deportistas nacionales en las diferentes competiciones nacionales en RCN Radio. Fue comentarista del Béisbol de las Grandes Ligas, Copa Mundial de Béisbol y Liga Colombiana de Béisbol Profesional en Telecaribe y Win Sports, presentador de deportes de CM&, columnista deportivo de diario El Universal. 
Ingresó a Caracol Radio donde comento la Categoría Primera A, Copa Colombia, finales de la Primera B, Copa Mundial de Fútbol, Copa Confederaciones de la FIFA, Copa Intercontinental, Juegos Olímpicos, Eliminatorias para la Copa Mundial de Fútbol. Fue panelista de los programas El fenómeno del fútbol, La Polémica y El VBar. 

## Fallecimiento
El 8 de agosto de 2025 falleció en la Clínica Neurodinamia de Cartagena, tras de sufrir una complicaciones cardíacas, que lo mantuvieron hospitalizado en la unidad de cuidados intensivos y una cirugía en sus arterias coronarias.